# Црква Светог великомученика Георгија у Мазгошу
Црква Светог великомученика Георгија у Мазгошу, насељеном месту на територији  општине Димитровград, православни је храм који припада Епархији нишкој Српске православне цркве.
Изградња цркве посвећене Светом великомученику Георгију започета је 2008. године на иницијативу Ангела Васова, а по благослову Епископа нишког Иринеја. Новац је обезбедило Министарство за веру Републике Србије и народ који је пореклом из Мазгоша. Дирекција за веру Републике Бугарске је даровала веома леп иконостас и иконе које су постављени у храму 2012. године.